# Alto Purús nationalpark
Alto Purús nationalpark (spanska: Parque Nacional Alto Purús) är en nationalpark i Amazonas regnskogi Peru, i regionerna Madre de Dios och Ucayali. 
Nationalparken är 2 510 694 hektar stor och inrättades i november 2004. Den är hem för ett antal indianstammar, varav flera undvikit kontakt med omvärlden. Nationalparken ligger vid Purúsfloden och är det största skyddade området i Peru.